# つくし世代
つくし世代（つくしせだい）は、日本の世代。

## 概要
ゆとり世代やさとり世代に続いて提唱された世代。つくし世代のつくしというのは尽くしということであり、相手に尽くすことが多い世代。仲間とのつながりを大切にして、みんなを喜ばせたいという尽くしということがある。
ゆとり教育を受けたゆとり世代と、デフレ時代を生きたさとり世代というのはほぼ同時代でマイナス面ばかりがクローズアップされてきた。この同時代を生きる世代のことをつくし世代とも表現する。
つくし世代とされるのは1992年以降に小学校に入学した世代で、複数のターニングポイントがある。小学校の学習指導要綱の変更、共働き世帯が専業主婦を上回る、IT環境の普及、バブル崩壊などがある。
つくし世代は人間関係に顕著に現れており、つながりたいという願望がある。地元での付き合いをする志向が強く、気心の知れた友人を大切にする。つくし世代よりも上の世代となれば、小学校時代の友人とはたまにしか会わないようになるのに対して、つくし世代は旧友とならない。つくし世代にはFacebookやTwitterがあることから旧友とならない。人間関係を広めればパンクするため広げようとせず、地元の内輪で完結させている。
1992年より文部科学省の小学校指導要領では個性を重視する教育を行うこととなり、このことからつくし世代は世間の価値観や常識よりも自分の価値観やフィーリングで主体的に選択するという消費者行動に現れる。アサツーディ・ケイの調査ではつくし世代は金をかけたいものの1位は貯金という結果が出る。理由は高い金を出してまで欲しくないや、海外旅行に行きたくないないや、工夫して節約をする感じが気持ちいいなどで、物質的な物や事への消費欲求は少ない。つくし世代は消費欲求が少ないことと節約志向の二面性から貯金が増えている。